# 코어 부스터
FXA08-BST 코어 부스터는 건담 시리즈 연방군의 지원전투기이자 강화 증폭기를 장비한 코어 파이터이다. 증폭기 부에 메가 입자포와 대지 미사일이 탑재하고 있고，뛰어난 공격 성능을 자랑한다．MS와도 충분 칼싸움할 수 있는 고성능 의 공격 기체이다．코어 파이터보다 훨씬 능력이 높고, 기체손상시 자동소화장치를 작동하게 하는 등 안전장치도 가지고 있다.

## 사양
- 유닛 타입 : Fighter
- 무장
  - 2연장 25mm 발칸포 x 2
  - 미사일 런처 x 2(4발)
  - 메가입자포 x 2
  - 폭격
- 파일럿 : 세이라 마스[퍼스트건담], 슬렛거 로우[퍼스트건담]
- 머신 디자인 : 쿠니오 오카와라